# آلکساندر فایولی
آلکساندر فایولی هافبک اهل برزیل است که در شهر Vila Velha و در تاریخ ۲۲ نوامبر ۱۹۸۳ به دنیا آمده‌است.
آلکساندر فایولی در تیم‌های فوتبال پالمیراس سابقهٔ حضور دارد.